# Lasham
Lasham is een civil parish in het bestuurlijke gebied East Hampshire, in het Engelse graafschap Hampshire met 176 inwoners.